# Malay (Aklan)
Malay (Bayan ng Malay) är en kommun i Filippinerna. Kommunen ligger på ön Panay, och tillhör provinsen Aklan. Folkmängden uppgår till 52 973 invånare år 2015.

## Bildgalleri

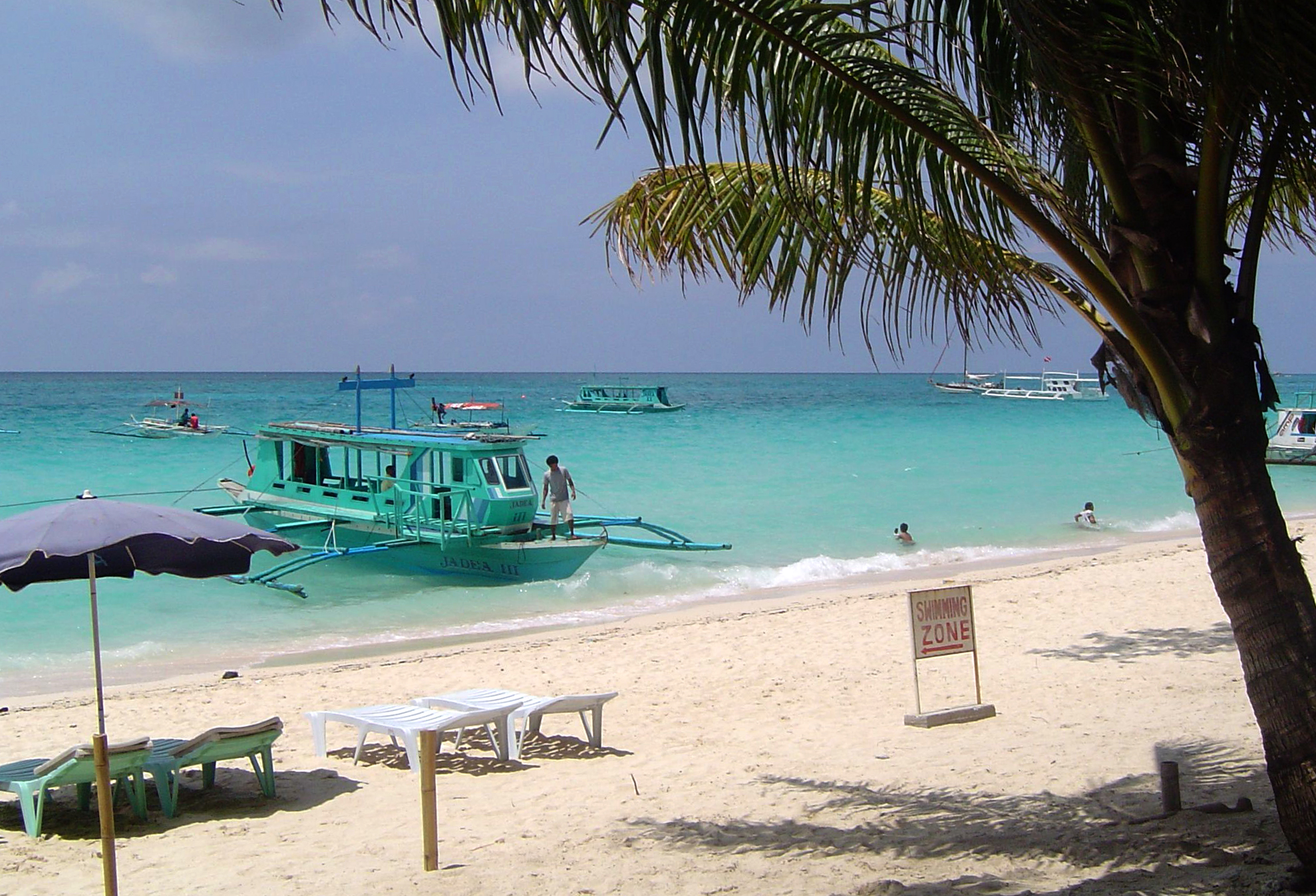
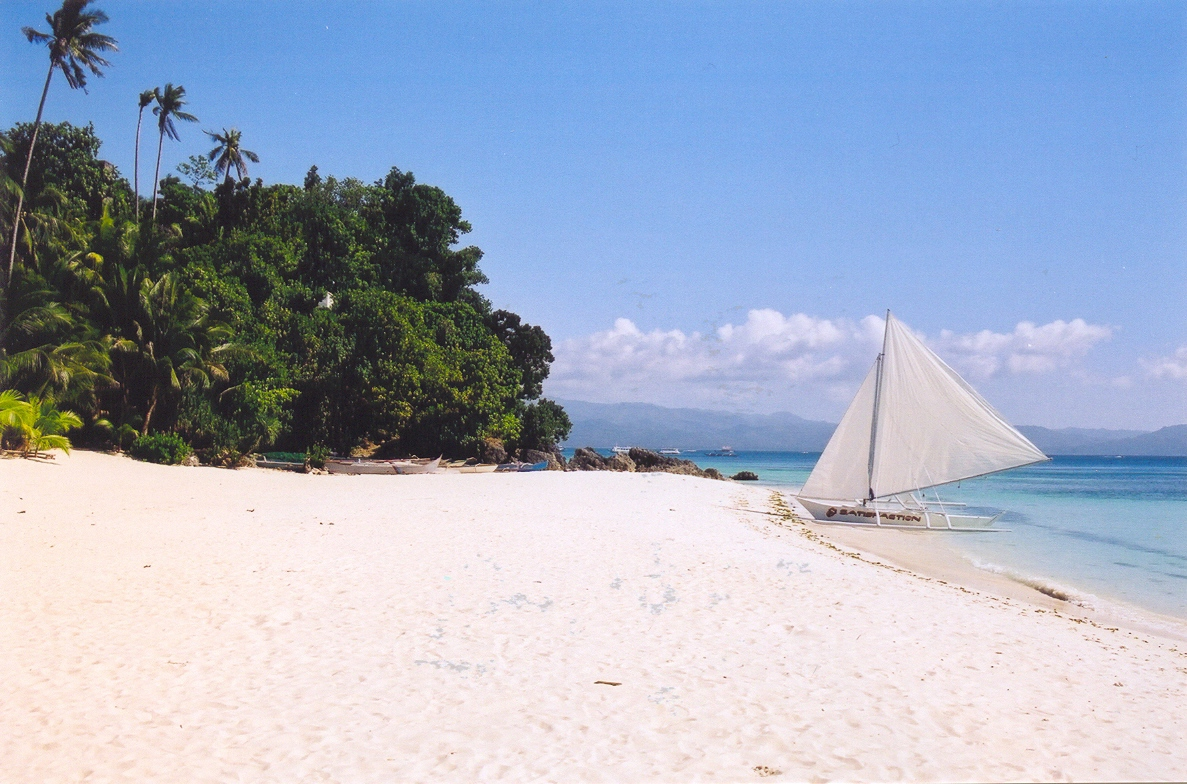

## Barangayer
Malay är indelat i 17 barangayer.
| - Argao - Balabag - Balusbus - Cabulihan - Caticlan - Cogon - Cubay Norte - Cubay Sur - Dumlog | - Manoc-Manoc - Naasug - Nabaoy - Napaan - Poblacion - San Viray - Yapak - Motag |